# Jagertee
Lo Jagertee (Jagatee o Jägertee, letteralmente "tè del cacciatore") è una bevanda calda a base di tè nero, obstler (particolare grappa alla frutta) eventualmente rum (simile ad un punch) e speziato alle erbe.
La bevanda è diffusa in numerosi paesi dell'Europa centrale soprattutto in quelli di madrelingua tedesca soprattutto tra i turisti nelle Alpi.
Nonostante sia alquanto semplice da preparare, viene anche venduto nei negozi in bottiglia, in modo che sia semplice diluirlo in acqua bollente anche a casa (1/3 di bevanda e il resto acqua calda).

## Storia
Nel XIX secolo questo particolare tè era utilizzato dai cacciatori durante le lunghe attese nei freddi inverni. Oggi invece è diventata una normale bibita da bar, soprattutto negli après-ski causando molti incidenti tra gli sciatori.
Il suo nome è stato messo sotto la tutela delle bevande prodotte in Austria; ciò ha comportato che in Germania che lo Jagertee venga venduto con il nome di Huttentee ("tè della capanna") o Forstertee ("tè della foresta").
Si è calcolato che vengano prodotti industrialmente circa 600 m³/anno in Austria e circa 400 m³/anno in Germania.
Nell'area del Tirolo storico, vi sono diverse ditte che impiegano ricette che possono fregiarsi del titolo di Original Jager-Tee ed una di queste con ingredienti naturali e senza coloranti viene prodotta in Alto Adige. 

## Alcolicità
Lo Jagertee, come il vin brulé, è molto meno alcolico del componente alcolico originale, poiché durante il processo della sua preparazione gran parte dell'alcool brucia od evapora. Esso ha solitamente 12-15 gradi alcolici.